# Андраде Каминья, Педру де

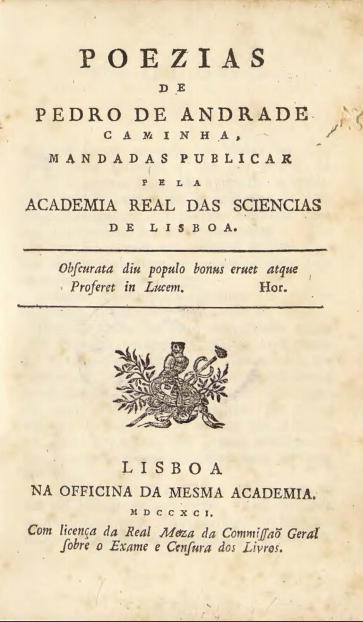
«Поэзия», 1791

Педру де Андраде Каминья (порт. Pedro de Andrade Caminha; после 1520, Порту — 9 сентября 1589, Вила-Висоза, Алентежу) — португальский поэт эпохи Возрождения, крестоносец и дипломат.

## Биография
Принадлежит к одной из тех знатных семей из Галисии, которые эмигрировали в Португалию во время борьбы короля Кастилии Педро I и Энрике II. Получил хорошее образование. Служил при дворе короля Португалии Жуана III. Вместе с королём Себастьяном I участвовал в крестовом походе в Африку в Танжер, где безуспешно боролся с маврами. Себастьян был разбит и погиб. Перед началом похода Себастьян I советовал тому, кто унаследует его трон, поэта Педру де Андраде Каминью.
Благодаря покровительству королевского двора, занимал высокое положение, успешно занимался литературным творчеством.
Поддерживал связи с самыми выдающимися творческими личностями. Дружил с поэтами Франсишку де Са-де-Мирандой и Антониу Феррейрой.

## Творчество
Каминья был горячим поклонником Франсишку де Са-де-Миранды и старался подражать ему. Хотя он преуспел в элегантности и чистоте стиля, но не мог сравниться с ним в отношении воображения и поэтического чувства.
Когда Са-де-Миранда основал движением португальских авторов 1500-х годов (киньентишташ), к ним примкнул и Каминья. В группу киньентишташ вошли Франсишку Са де Миранда, Антониу Феррейра, Диогу Бернардеш и его младший брат Фрей Агоштинью да Круш (Frey Agostinho da Cruz), позднее Луиш де Камоэнс и другие ныне забытые поэты. Все они стали представителями, так называемой, новой поэтической школы (nova escola) и придерживались духа французской Плеяды.
Антониу Феррейра ценил творчество его друга поэта Педру де Андраде Каминья, признавшись в своей «Элегии», адресованной Каминье, в том, что один только «звук его стихов» рассеял сумерки, в которые была погружена его душа после смерти любимой женщины.
Педру де Андраде Каминья был плодовитым поэтом. Писал лирические стихи, эклоги, идиллии (vilancete), песни (canções), песенки (cantiga), сонеты (soneto), баллады (balata), секстины (sextina), буколики и эпиграммы (epigram).
Произведения поэта не публиковались до 1791 года.